# Vidas errantes
Vidas errantes és una pel·lícula mexicana de 1985 dirigida per Juan Antonio de la Riva i protagonitzada per José Carlos Ruiz, Ignacio Guadalupe, Josefina Gonzales, Eugenia D'Silva i Pedro Armendáriz.

## Argument
El film relata la travessia de Francisco i Guillermo el seu ajudant en exhibir vells films mexicans dins dels poblats de la serra de Durango. En anar ajuntant els diners suficients es proposa a complir el somni de tota la seva vida el qual era posar un cinema als afores de la seva població natal.
Passant per diverses aventures Guillermo coneix a Josefina i se l'emporta a treballar al cinema. Per un descuit d'un dels nous integrants de l'equip amb deficiències intel·lectuals el Cinema que ja estava gairebé llest s'incendia i els protagonistes han de tornar a començar.

## Repartiment
- José Carlos Ruiz com Francisco.
- Ignacio Guadalupe com Guillermo.
- Josefina Gonzáles com La noia.
- Eduardo Sigler com el cristero.
- Juan Manuel Luevanos com el Gavi.
- JosÉ Manuel García com Melo el fuster.
- Gabriela Olivo de Alba com la mestra Laurencia.
- Francisco Javier Gómez com el professor Lorenzo.
- Eugenia D' Silva com doña Luisa
- Pedro Armendáriz Jr. com l'enginyer.

## Premis i reconeixements
Durant el Festival Internacional de Cinema de Sant Sebastià 1984 va obtenir el premi FIPRESCI el 1984.Durant el biennal de cinema a la ciutat de Bogotà el 1984 se li va atorgar el premi especial bochicha d'or a la millor òpera preval, ExAequo i al millor actor. En el Festival Internacional del Nou Cinema Llatinoamericà de l'Havana, Cuba el 1984 va guanyar el premi especial del Jurat.
És guanyadora de quatre deesses de plata, i en la XXVII edició dels Premis Ariel va obtenir el premi a l'actuació masculina, premi a l'argument original i a la millor òpera prima l'any de 1985.